# Administrativní dělení Kazachstánu

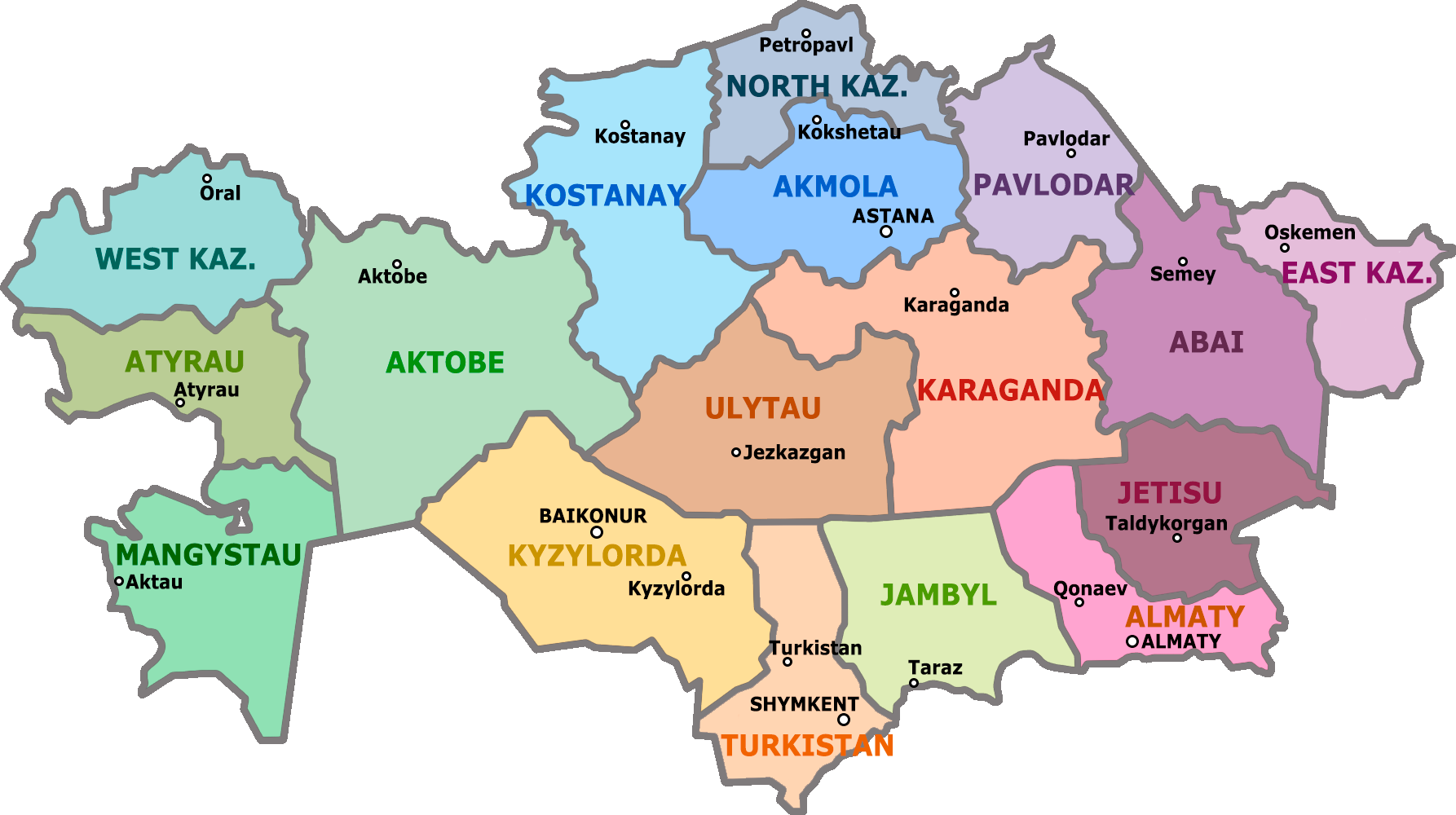
Kazachstánské oblasti

Kazachstán se od roku 2022 dělí na 17 oblastí (kazašsky облысы, oblysy, rusky область, oblasť). Každá oblast se dělí na několik okresů (kazašsky Аудан, Audan), popř. oblastně spravovaných měst. Hlavní město Astana, bývalé hlavní město Almaty a města Bajkonur a Šymkent jsou spravovány zvlášť.

## Přehled měst republikové podřízenosti
| ISO kód | Oblast   | Kazašsky        | Rusky            |
| ------- | -------- | --------------- | ---------------- |
| KZ-75   | Almaty   | Алматы          | Алма-Ата         |
| KZ-71   | Astana   | Астана          | Астана           |
|         | Bajkonur | Байқоңыр (қала) | Байконур (город) |
| KZ-79   | Šymkent  | Шымкент         | Чимкент          |

## Přehled oblastí
| ISO kód | Oblast                      | Kazašsky                   | Rusky                          | Hlavní město | Kazašsky    | Rusky            |
| ------- | --------------------------- | -------------------------- | ------------------------------ | ------------ | ----------- | ---------------- |
| KZ-10   | Abajská oblast              | Абай облысы                | Абайская область               | Semej        | Семей       | Семей            |
| KZ-11   | Akmolská oblast             | Ақмола облысы              | Акмолинская область            | Kokčetau     | Көкшетау    | Кокшетау         |
| KZ-15   | Aktobská oblast             | Ақтөбе облысы              | Актюбинская область            | Aktobe       | Ақтөбе      | Актобе           |
| KZ-19   | Almatská oblast             | Алматы облысы              | Алматинская область            | Konajev      | Қонаев      | Конаев           |
| KZ-23   | Atyrauská oblast            | Атырау облысы              | Атырауская область             | Atyrau       | Атырау      | Атырау           |
| KZ-35   | Karagandská oblast          | Қарағанды облысы           | Карагандинская область         | Karaganda    | Қарағанды   | Караганды        |
| KZ-39   | Kostanajská oblast          | Қостанай облысы            | Костанайская область           | Kostanaj     | Қостанай    | Костанай         |
| KZ-43   | Kyzylordská oblast          | Қызылорда облысы           | Кызылординская область         | Kyzylorda    | Қызылорда   | Кызылорда        |
| KZ-47   | Mangystauská oblast         | Маңғыстау облысы           | Мангистауская область          | Aktau        | Ақтау       | Актау            |
| KZ-55   | Pavlodarská oblast          | Павлодар облысы            | Павлодарская область           | Pavlodar     | Павлодар    | Павлодар         |
| KZ-59   | Severokazachstánská oblast  | Солтүстік Қазақстан облысы | Северо-Казахстанская область   | Petropavl    | Петіропаул  | Петропавловск    |
| KZ-63   | Východokazachstánská oblast | Шығыс Қазақстан облысы     | Восточно-Казахстанская область | Öskemen      | Өскемен     | Усть-Каменогорск |
| KZ-61   | Turkestánská oblast         | Түркістан облысы           | Туркестанская область          | Turkestán    | Түркістан   | Туркестан        |
| KZ-62   | Ulytauská oblast            | Ұлытау облысы              | Улытауская область             | Žezkazgan    | Жезқазған   | Жезказган        |
| KZ-27   | Západokazachstánská oblast  | Батыс Қазақстан облысы     | Западно-Казахстанская область  | Oral         | Орал        | Уральск          |
| KZ-31   | Žambylská oblast            | Жамбыл облысы              | Жамбылская область             | Taraz        | Тараз       | Тараз            |
| KZ-33   | Žetysuská oblast            | Жетісу облысы              | Жетысуская область             | Taldykorgan  | Талдықорған | Талдыкорган      |

## Zrušené oblasti
- Semipalatinská oblast – 1939–1997
- Kokčetavská oblast – 1944–1993, Kokšetauská oblast – 1993–1997
- Taldykurganská oblast – 1944–1959 a 1967–1993, Taldykorganská oblast – 1993–1997
- Turgajská oblast – 1970–1988 a 1990–1997,
- Džezkazganská oblast – 1973–1995, Žezkazganská oblast – 1995–1997

## Historie

### V rámciSSSR
- 1920 – vytvořena Kyrgyzská autonomní sovětská socialistická republika v rámci RSFSR s centrem v Orenburgu.
- 1925 – Kyrgyzská ASSR byla přejmenována na Kazašskou ASSR s centrem v Kyzyl-Ordě.
- 1927 – hlavní město bylo přemístěno do Alma-Aty.
- 1932 – Kazašská ASSR byla rozdělena na šest oblastí: Almaatskou, Akťubinskou, Východokazachstánskou, Západokazachstánskou, Karagandskou, Jihokazachstánskou.
- 1936 – Kazašská ASSR byla oddělena od RSFSR a přeměněna na Kazašskou sovětskou socialistickou republiku. Karakalpacká ASSR byla převedena z Kazašské SSR do Uzbecké SSR. Byly vytvořeny dvě nové oblasti: Kustanajská a Severokazachstánská.
- 1938 – vytvořeny tři nové oblasti Gurjevská, Kyzylordská a Pavlodarská.
- 1939 – vytvořeny tři nové oblasti Akmolská, Džambulská a Semipalatinská.
- 1944 – vytvořeny dvě nové oblasti Kokčetavská a Taldykurganská.
- 1959 – zrušena Taldykurganská oblast.
- 1960 – zrušena Akmolská oblast.
- 1961 – Akmolská oblast obnovena pod jménem Celinogradská oblast.
- 1962 – Západokazašská oblast přejmenována na Uralskou a Jihokazašská oblast přejmenována na Čimkentskou. Vytvořeny tři kraje: Západokazašský (Akťubinská, Gurjevská a Uralská oblast), Celinný (Kokčetavská, Kustanajská a Pavlodarská, Severokazašská a Celinogradská oblast), Jihokazašský (Džambulská, Kyzylordská a Čimkentská oblast).
- 1964 – všechny tři kraje byly zrušeny.
- 1967 – obnovena Taldykurganská oblast.
- 1970 – vytvořena Turgajská oblast.
- 1973 – vytvořeny dvě oblasti Džezkazganská a Mangyšlacká.
- 1988 – zrušeny dvě oblasti Mangyšlacká a Turgajská.
- 1990 – obnoveny dvě oblasti Mangystauská (dřívější Mangyšlacká) a Turgajská.

### V rámci nezávisléhoKazachstánu
- 1991 – vyhlášen nezávislý Kazachstán.
- 1992 – Gurjevská oblast přejmenována na Atyrauskou, Celinogradská oblast přejmenována na Akmolskou, Almaatská oblast přejmenována na Almatskou, Uralská oblast přejmenována na Západokazachstánskou, Čimkentská oblast přejmenována na Jihokazachstánskou.
- 1993 – Džambulská oblast přejmenována na Žambylskou, Kokčetavská oblast přejmenována na Kokšetauskou a Taldykurganská oblast přejmenována na Taldykorganskou.
- 1995 – Džezkazganská oblast přejmenována na Žezkazganskou.
- 1996 – Kustanajská oblast přejmenována na Kostanajskou a z názvu Kyzylordské byla odstraněna pomlčka.
- 1997 – zrušeno pět oblastí: Žezkazganská, Kokšetauská, Semipalatinská, Taldykorganská, Turgajská. Také významně změněno vnitrooblastní dělení (okresy). Hlavní město Kazachstánu přemístěno do Astany.
- 2018 – Jihokazachstánská oblast přejmenována na Turkestánskou oblast.
- 2022 - vznik tří oblastí: Abajská oblast vyčleněna z Východokazachstánské, Ulytauská oblast vyčleněna z Karagandské a Žetysuská oblast vyčleněna z Almatské